# Rhagonycha translucida
Rhagonycha translucida – gatunek chrząszcza z rodziny omomiłkowatych i podrodziny Cantharinae.

## Taksonomia
Gatunek ten opisany został po raz pierwszy w 1832 roku przez Johanna Krynickiego pod nazwą Cantharis translucida.

## Morfologia
Chrząszcz o wydłużonym ciele długości od 9 do 11 mm. Ubarwienie głowy, przedplecza, tarczki oraz pokryw jest jednolicie żółtawobrązowe. Na wierzchu ciała tylko oczy wyróżniają się czarnym kolorem. Czułki mają człon trzeci znacznie dłuższy od drugiego. Na głowie brak jest guzka między nasadami czułków. Odnóża mają rozdwojone wierzchołki wszystkich pazurków. Genitalia samca mają edeagus zaopatrzony w tarczkę grzbietową.

## Ekologia i występowanie
Owad górski. Preferuje wyżyny i niższe góry. Rozmieszczony jest od rzędnych około 400 m n.p.m. do około 2500 m n.p.m., nielicznie występując niżej. Zasiedla głównie buczyny i grądy, zwłaszcza skraje lasów, polany śródleśne i pobrzeża wód. Osobniki dorosłe obserwuje się od czerwca do sierpnia. Chętnie przysiadają na trawach, roślinności zielnej i kwitnących krzewach.
Gatunek palearktyczny, znany z Irlandii, Wielkiej Brytanii, Francji, Belgii, Niemiec, Szwajcarii, Austrii, Włoch, Polski, Czech, Słowacji, Ukrainy, Rumunii i Serbii.